# Прецца
Прецца (італ. Prezza) — муніципалітет в Італії, у регіоні Абруццо,  провінція Л'Аквіла.
Прецца розташована на відстані близько 115 км на схід від Рима, 50 км на південний схід від Л'Акуїли.
Населення — 947 осіб (2014).
Щорічний фестиваль відбувається 13 грудня. Покровитель — Santa Lucia.

## Демографія
Населення за роками:

Станом на 1 січня 2023 року в муніципалітеті офіційно проживало 30 іноземців з 13 країн, серед них 12 громадян країн Євросоюзу та 1 громадянин України.

## Сусідні муніципалітети
- Анверса-дельї-Абруцці
- Буньяра
- Кокулло
- Горіано-Сіколі
- Пратола-Пелінья
- Раяно
- Сульмона